# Nesovice
Nesovice (in tedesco Nessowitz) è un comune della Repubblica Ceca facente parte del distretto di Vyškov, in Moravia Meridionale.